# Колійний інструмент

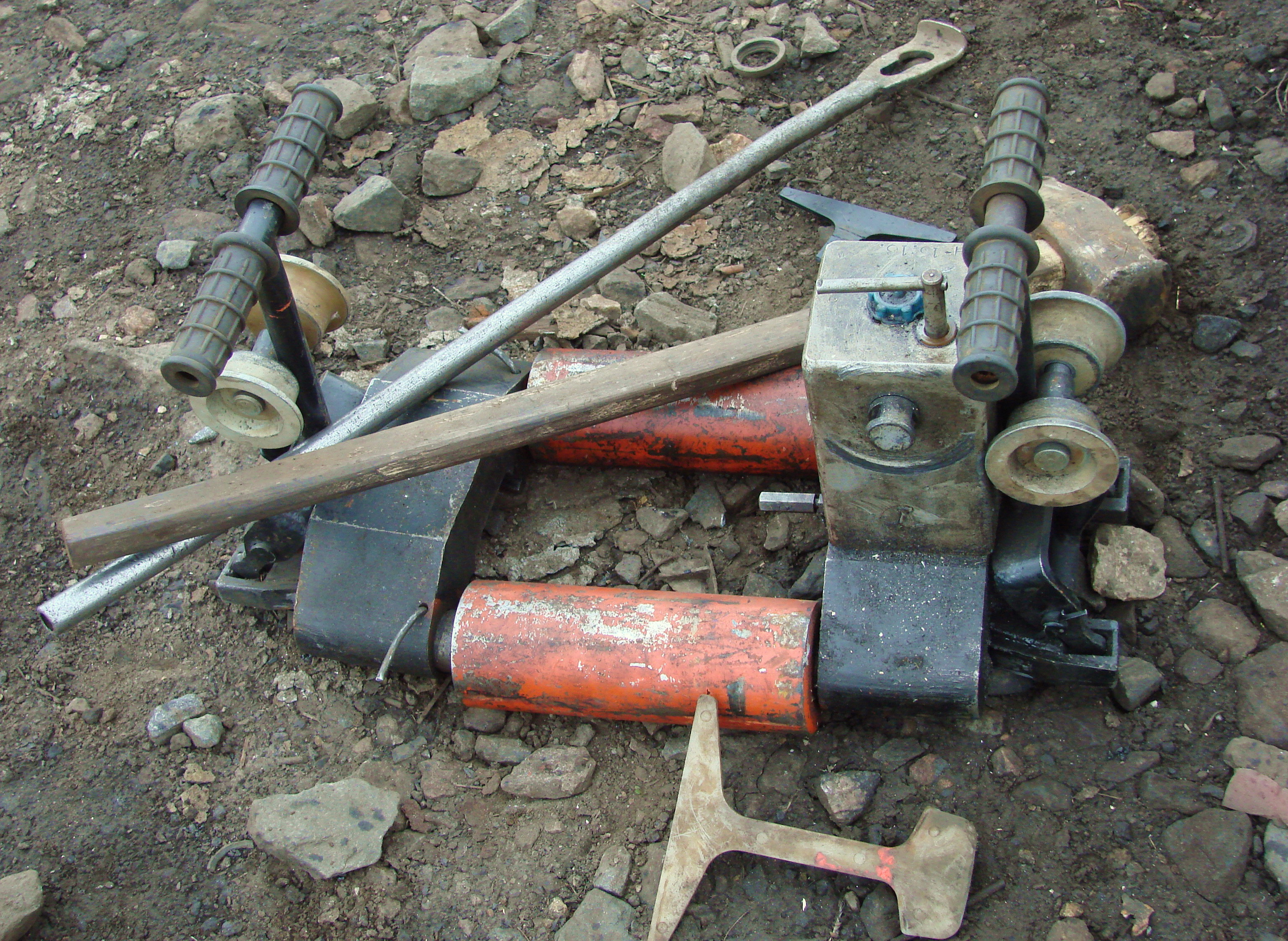
Різноманітні колійні інструменти

Колійний інструмент — прості пристосування і ручні машини (з механізованим приводом), маса яких не перевищує 100 кілограмів, що застосовуються на залізничному транспорті при поточному утриманні, ремонті і будівництві залізничних колій.

## Історія виникнення
Найпростіші пристосування і колійні інструменти з ручним приводом — лапчастий лом, костильний молоток, дексель (сокира для обтесування шпал), тріскачка (для свердління отворів), підбійка — з'явилися в початковий період розвитку залізниць. За відсутності колійних машин колійний інструмент служив єдиним технічним засобом для проведення колійних робіт. На початку XX століття для привода колійного інструменту використовувався легкий бензиновий двигун (мотоінструмент), що зберігається в деяких типах колійного інструменту, а пізніше — компресор, що подає стиснене повітря до робочого органа (пневмоінструмент). У 1920 роках почав застосовуватися електричний привод (електроінструмент) з механічною передачею руху до робочого органа. На початку 1950-х років у СРСР широкого поширення набули колійні домкрати, рихтувальники, розгиначі рейок та шпалорозгинач з ручним приводом, обладнані гідронасосами (гідроінструмент).

## Класифікація
За принципом дії виконавчих органів розрізняють шляховий інструмент:
- Вібраційної дії
- Ударної дії
- Інший інструмент

За видом приводу:
- Мотоінструмент
- Пневмоінструмент
- Гідроінструмент
- Електроінструмент
- Ручний

## Призначення
Колійним інструментом проводяться наступні операції:
- Підбиття шпал
- Загвинчування і відгвинчування гайок та болтів рейкових скріплень
- Закручування і відкручування колійних шурупів
- Прорізання та висвердлювання отворів у рейках
- Забивання в ґрунт і висмикування з нього «костилів»
- Шліфування рейок і хрестовин
- Підіймання та переміщення рейко-шпальних решіток
- Підведення до показників, відповідних нормативам, у міжрейкових відстанях.

## Різновиди колійного інструменту
Для ущільнення (підбиття) баласту під шпалами вручну застосовувалися найпростіші маховикового принципу підбійники, які були замінені ударними механізованими шпалопідбійками (пневматичними і з приводом від бензинових двигунів). Починаючи з 1950-х років, найбільш масово вживаними колійними інструментами для підбиття шпал стали електричні вібраційні шпалопідбивачі. Загвинчування та відгвинчування окремих гайок рейкових скріплень проводять ручними гайковими ключами (при незначному обсязі робіт), а також електричними ударно-імпульсними колійними ключами та бензиновими гайковертами. Докручування шляхових шурупів здійснюють ручними торцьовими ключами, а їх закручування і відкручування — електричними двошвидкісними шуруповертами безперервної дії. Для різання звичайних рейок у польових умовах використовують електричні рейкорізні верстати з ножівковим полотном, для рейок із загартованої сталі використовують верстат із бензиновим двигуном і відрізним абразивним диском. Свердління стикових отворів у шийках звичайних рейок провадять електричним рейкосвердлильним верстатом, а в шийках загартованих рейок — верстатом з автоматичною подачею свердла. Механізоване забивання костилів на ланкоскладальних базах колійних машинних станцій, не обладнаних автоматичними лініями, здійснюють електропневматичними забивальниками костилів, висмикування костиля зі шпал — електрогідравлічними двоступеневими висмикувачами костилів. Для шліфування поверхонь та розкочування наплавлених залишок рейок застосовують переносний електричний Рейкошліфувач, шліфувальний абразивний круг який безпосередньо з'єднаний з ротором електродвигуна. Шліфування хрестовин і гостряків стрілочних переводів та зняття бічних накипів на рейках здійснюють рейкошліфувачем на візку й рейкошліфувачем, оснащеним бензиновим двигуном й відрізаючим шліфувальним кругом. Підйом і вивішування для перегляду й можливого ремонту рейково-шпальних решіток при підбитті шпал здійснюють ручним гідравлічним домкратом, зрушення і рихтування колії — моторним гідравлічним рихтувальником, а ще ручним гідравлічним рихтувальним приладом. Регулювання щілин в рейкових стиках (розгонку) виконують ручним гідравлічним колієрозгиначем.

## Тенденції застосування
Шляховий інструмент широко використовується для проведення колійних ремонтних робіт, однак через підвищення інтенсивності руху та скорочення інтервалів проходження між поїздами, основним напрямком стає механізація поточного утримання колії, застосування для виконання колійних робіт продуктивніших важких машин, що працюють при закритому для руху поїздів перегоні (тобто у «вікно»).